# Pitthea expandens
Pitthea expandens är en fjärilsart som beskrevs av Walker 1854. Pitthea expandens ingår i släktet Pitthea och familjen mätare. Inga underarter finns listade i Catalogue of Life.